# Byagwat
 Byagwat  é uma aldeia a sul de Karnataka na Índia.

## Demografia
Segundo o census de 2001, Byagwat tem uma população de 6185 sendo 3080 do sexo masculino e 3105 do sexo feminino.